# Thunbergia hyalina
Thunbergia hyalina är en akantusväxtart som beskrevs av Spencer Le Marchant Moore. Thunbergia hyalina ingår i släktet thunbergior, och familjen akantusväxter. Inga underarter finns listade i Catalogue of Life.